# Patellariopsis clavispora
Patellariopsis clavispora är en svampart som först beskrevs av Berk. & Broome, och fick sitt nu gällande namn av Dennis 1964. Enligt Catalogue of Life ingår Patellariopsis clavispora i släktet Patellariopsis, ordningen disksvampar, klassen Leotiomycetes, divisionen sporsäcksvampar och riket svampar, men enligt Dyntaxa är tillhörigheten istället släktet Patellariopsis, familjen Dermateaceae, ordningen disksvampar, klassen Leotiomycetes, divisionen sporsäcksvampar och riket svampar. Arten är reproducerande i Sverige. Inga underarter finns listade i Catalogue of Life.